# Leptoypha mcateei
Leptoypha mcateei är en insektsart som beskrevs av Drake 1921. Leptoypha mcateei ingår i släktet Leptoypha och familjen nätskinnbaggar. Inga underarter finns listade i Catalogue of Life.